# Індійська суперліга 2018—19
2018–19 Indian Super League — п'ятий сезон Indian Super League, одна з професійних індійських футбольних ліг, створених в 2013 році. Сезон розпочався 29 вересня 2018 року і планується завершити в березні 2019 року. Ліга проведе перерву в середині сезону приблизно на місяць з 17 грудня 2018 року до початку січня 2019 року завдяки індійській участі в Кубок Азії з футболу 2019.
Ченнаїн є чемпіонами, перемігши Бенгалуру в фіналі 2018 року.

## Команди

### Стадіони та місця розташування
| Команда          | Місто/Штат               | Стадіон                         | Вміщує |
| ---------------- | ------------------------ | ------------------------------- | ------ |
| ATK              | Колката, Західний Бенгал | Солт-Лейк-Стадіум               | 50 500 |
| Bengaluru        | Бенгалуру, Карнатака     | Стадіон Срі Кантеріва           | 24 790 |
| Chennaiyin       | Ченнаї, Тамілнад         | Jawaharlal Nehru Stadium        | 20 765 |
| Delhi Dynamos    | Делі                     | Стадіон Джавахарлал Неру        | 14 342 |
| Goa              | Маргао, Гоа              | Стадіон Фаторда                 | 18 600 |
| Jamshedpur       | Джамшедпур, Джхаркханд   | JRD Tata Sports Complex         | 24 424 |
| Kerala Blasters  | Кочі, Керала             | Стадіон Джавахарлала Неру       | 38 086 |
| Mumbai City      | Мумбаї, Махараштра       | Футбольна арена Мумбаї          | 7790   |
| NorthEast United | Ґувахаті, Ассам          | Індіра Ганді Атлетичний стадіон | 23 627 |
| Pune City        | Пуне, Махараштра         | Стадіон Балеваді                | 10 237 |

### Персонал та допомога
| Команда          | Тренер           | Капітан           | Спонсор     | Спортивний спонсор |
| ---------------- | ---------------- | ----------------- | ----------- | ------------------ |
| ATK              | Стів Коппелл     | Мануель Ланзароте | Nivia       | CESC Limited       |
| Bengaluru        | Карлес Куадрат   | Суніл Четрі       | Puma        | Kia Motors         |
| Chennaiyin       | Джон Грегорі     | Майлсон Алвес     | Performax   | Apollo Tyres       |
| Delhi Dynamos    | Хосеп Гомбо      | Притам Котал      | TYKA Sports | Aspire Academy     |
| Goa              | Серхіо Лобера    | Мандар Рао Десай  | Sqad Gear   | Xiaomi             |
| Jamshedpur       | Сесар Ферандо    | Тірі              | Nivia       | Tata Steel         |
| Kerala Blasters  | Девід Джеймс     | Сандеш Джинган    | Six5Six     | Muthoot Pappachan  |
| Mumbai City      | Жорже Кошта      | Лукіан Гоян       | Sqad Gear   | ACE Group          |
| NorthEast United | Eelco Schattorie | Бартоломью Огбече | Performax   | McDowell's No. 1   |
| Pune City        | Прадьюм Редді1   | Емільяно Альфаро  | Six5Six     | Suzuki Gixxer      |

- 1Interim head coach

### Зміни тренерського складу
| Команда          | Колишній тренер         | Привід               | Кінець повноважень | Позиція в таблиці | Новий тренер            | Початок повноважень |
| ---------------- | ----------------------- | -------------------- | ------------------ | ----------------- | ----------------------- | ------------------- |
| Pune City        | Ранко Попович           | Закінчення контракту | 31 травня 2018     | Початок Сезону    | Маркос Пакета           | 1 Червня 2018       |
| Bengaluru        | Альберт Рока            | Закінчення контракту | 31 травня 2018     | Початок Сезону    | Карлес Куадрат          | 14 червня 2018      |
| ATK              | Роббі Кін               | Закінчення контракту | 31 травня 2018     | Початок Сезону    | Стів Коппелл            | 18 червня 2018      |
| Jamshedpur       | Стів Коппеллі           | Закінчення контракту | 31 травня 2018     | Початок Сезону    | Сесар Феррандо          | 21 липня 2018       |
| Delhi Dynamos    | Мігель Анхель Португаль | Взаємна згода        | 2 травня 2018      | Початок Сезону    | Хосеп Гомбо             | 2 серпня 2018       |
| Pune City        | Маркос Пакета           | Контракт припинено   | 29 червня 2018     | Початок Сезону    | Мігель Анхель Португаль | 9 серпня 2018       |
| Mumbai City      | Алешандре Гімарайнс     | Взаємна згода        | 14 серпня 2018     | Початок Сезону    | Жорже Кошта             | 14 серпня 2018      |
| NorthEast United | Аврам Грант             | Закінчення контракту | 31 травня 2018     | Початок Сезону    | Eelco Schattorie        | 18 серпня 2018      |
| Pune City        | Мігель Анхель Португаль | Звільнений           | 26 жовтня 2018     | 10-те             | Прадьюм Редді (Interim) | 26 жовтня 2018      |

### Іноземні гравці
| ATK                                                                                              | Bengaluru | Chennaiyin                                                                                        | Delhi Dynamos                                                                                                  | Goa                                                                                             |
| ------------------------------------------------------------------------------------------------ | --- | ------------------------------------------------------------------------------------------------- | --- | ----------------------------------------------------------------------------------------------- |
| Калу Уче Джон Джонсон Насир Ель Мімуні Мануель Ланзароте Жерсон Вієра Бікей Андре Евертон Сантос | Хуанан Ерік Паарталу Дімас Міку Ченчо Гьяльцен Xisco Hernández Альберт Серран                                     | Ініго Кальдерон Рафаель Аугусто Грегорі Нельсон Майлсон Алвес Андре Орланді Елі Сабі Карлос Салом | Маркос Тебар Рене Міхелич Франсіско Дорронсоро Андрія Калуджеровіч Марті Креспі Адрія Кармона Джіані Зюйверлун | Коро Ахмед Джаух Еду Бедія Уго Бумус Муртада Фолл Карлос Пенья Мігель Паланка                   |
| Jamshedpur                                                                                       | Kerala Blasters                                                                                                   | Mumbai City                                                                                       | NorthEast United                                                                                               | Pune City                                                                                       |
| Тірі Мемо Карлос Кальво Пабло Моргадо Серхіо Чідонча Тім Кегілл Маріо Аркес                      | Кораж Пекурсон Неманья Лакіч-Пешич Кізіто Кезірон Кирило Калі Славіша Стояновіч Матей Поплатнік Нікола Крчмаревіч | Лукіан Гоян Матьяш Майрабаже Марко Клісура Рафаел Бастос Паулу Машаду Моду Сугу Арнольд Айссоко   | Бартоломью Огбече Хуан Крус Маскья Хосе Леудо Августин Окрах Мато Гргич Міслав Коморський Федеріко Галлего     | Емільяно Альфаро Марселіньйо Дієго Карлос Марко Станкович Мартін Діас Метт Міллс Джонатанn Віла |

### Результати
| Команда          | KOL | BEN | CHE | DEL | GOA | JAM | KER | MUM | NEU | PUN |
| ---------------- | --- | --- | --- | --- | --- | --- | --- | --- | --- | --- |
| ATK              | —   | 1–2 | 2–1 |     |     |     | 0–2 |     | 0–1 |     |
| Bengaluru        |     | —   | 1–0 |     |     | 2–2 |     |     |     |     |
| Chennaiyin       |     |     | —   |     | 1–3 |     |     | 0–1 | 3–4 |     |
| Delhi Dynamos    | 1–2 |     | 0–0 | —   |     | 2–2 |     |     | 0–2 | 1–1 |
| Goa              |     |     |     |     | —   |     |     | 5–0 |     | 4–2 |
| Jamshedpur       | 1–1 |     |     |     | 4–1 | —   | 2–2 |     |     |     |
| Kerala Blasters  |     | 1–2 |     | 1–1 |     |     | —   | 1–1 |     |     |
| Mumbai City      |     |     |     | 2–0 |     | 0–2 |     | —   |     | 2–0 |
| NorthEast United |     |     |     |     | 2–2 | 1–1 |     |     | —   |     |
| Pune City        |     | 0–3 | 2–4 |     |     |     | 1–1 |     |     | —   |

## Статистика сезону

### Оцінки
Станом на 6 Листопада 2018
| Позиція | Гравець           | Клуб             | Голів |
| ------- | ----------------- | ---------------- | ----- |
| 1       | Коро              | Goa              | 6     |
| 1       | Бартоломью Огбече | NorthEast United | 6     |
| 3       | Суніл Четрі       | Bengaluru        | 4     |
| 4       | Міку              | Bengaluru        | 3     |
| 4       | Майкл Сосайрадж   | Jamshedpur       | 3     |
| 4       | Моду Сугу         | Mumbai City      | 3     |
| 4       | Серхіо Чідонча    | Jamshedpur       | 3     |
| 4       | Славіша Стоянович | Kerala Blasters  | 3     |
| 4       | Той Сінгх         | Chennaiyin       | 3     |
| Ресурс: |                   |                  |       |

| Позиція | Гравець                     | Клуб                        | Голів                       |
| ------- | --------------------------- | --------------------------- | --------------------------- |
| 1       | Суніл Четрі                 | Bengaluru                   | 4                           |
| 2       | Майкл Сосайрадж             | Jamshedpur                  | 3                           |
| 2       | Той Сінгх                   | Chennaiyin                  | 3                           |
| 4       | Роулін Борхес               | NorthEast United            | 2                           |
| 4       | Джекченд Сінгх              | Goa                         | 2                           |
| 4       | C.K. Vineeth                | Kerala Blasters             | 2                           |
| 7       | 11 гравців в яких по 1 голу | 11 гравців в яких по 1 голу | 11 гравців в яких по 1 голу |
| Ресурс: |                             |                             |                             |

#### Хет-трек
| Гравець           | Клуб             | Противник  | Результат | Дата           | Прим.  |
| ----------------- | ---------------- | ---------- | --------- | -------------- | ------ |
| Бартоломью Огбече | NorthEast United | Chennaiyin | 3–4 (A)   | 18 жовтня 2018 | [ 28 ] |

#### Топ помічників
| Позиція | Гравець           | Клуб             | Допомога |
| ------- | ----------------- | ---------------- | -------- |
| 1       | Коро              | Goa              | 4        |
| 1       | Федерко Гальєго   | NorthEast United | 4        |
| 3       | Серхіо Чідонча    | Jamshedpur       | 3        |
| 3       | Сеймінлен Дунгель | Kerala Balsters  | 3        |
| 5       | Маріо Аркес       | Jamshedpur       | 2        |
| 5       | Мануель Ланзароте | ATK              | 2        |
| 5       | Серитон Фернандес | Goa              | 2        |
| 5       | Ахмед Джаух       | Goa              | 2        |
| 5       | Дімас             | Bengaluru        | 2        |
| 5       | Карлос Кальво     | Jamshedpur       | 2        |
| Ресурс: |                   |                  |          |

|

#### Топ індійських помічників
| Позиція | Гравець                               | Клуб                                  | Передача                              |
| ------- | ------------------------------------- | ------------------------------------- | ------------------------------------- |
| 1       | Сеймінлен Дунгель                     | Kerala Blasters                       | 3                                     |
| 2       | Серитон Фернандес                     | Goa                                   | 2                                     |
| 3       | 15 гравців по одній гольовій передачі | 15 гравців по одній гольовій передачі | 15 гравців по одній гольовій передачі |
| Ресурс: |                                       |                                       |                                       |

|}
| - офіційний сайт [Архівовано 28 серпня 2018 у Wayback Machine.] 1. 2. 3. 4. 5. 6. 7. 8. 9. 10. 11. 12. 13. 14. 15. 16. 17. 18. 19. 20. 21. 22. 23. 24. 25. 26. 27. 28. 29. \| \| Це незавершена стаття про Індію. Ви можете допомогти проєкту, виправивши або дописавши її. \| |                                                                                            |
| Прапор Індії | Це незавершена стаття про Індію. Ви можете допомогти проєкту, виправивши або дописавши її. |